# Twa

Flagge der Batwa

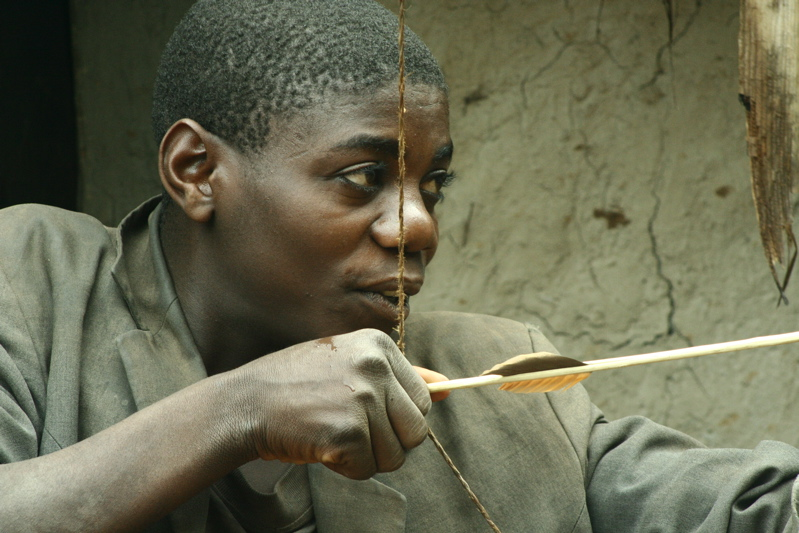
Mutwa mit traditionellem Pfeil und Bogen

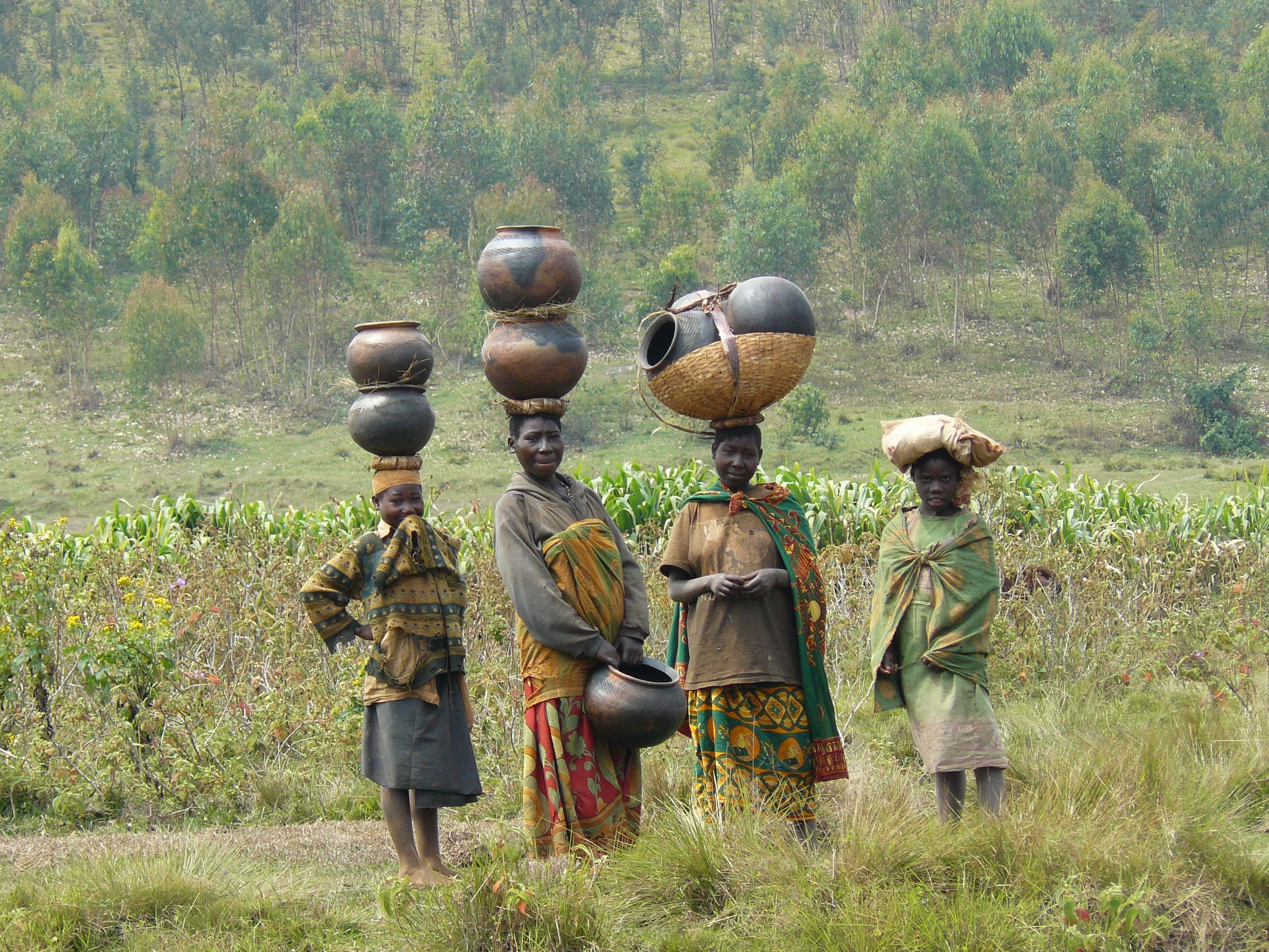
Batwa in Burundi mit Töpferwaren

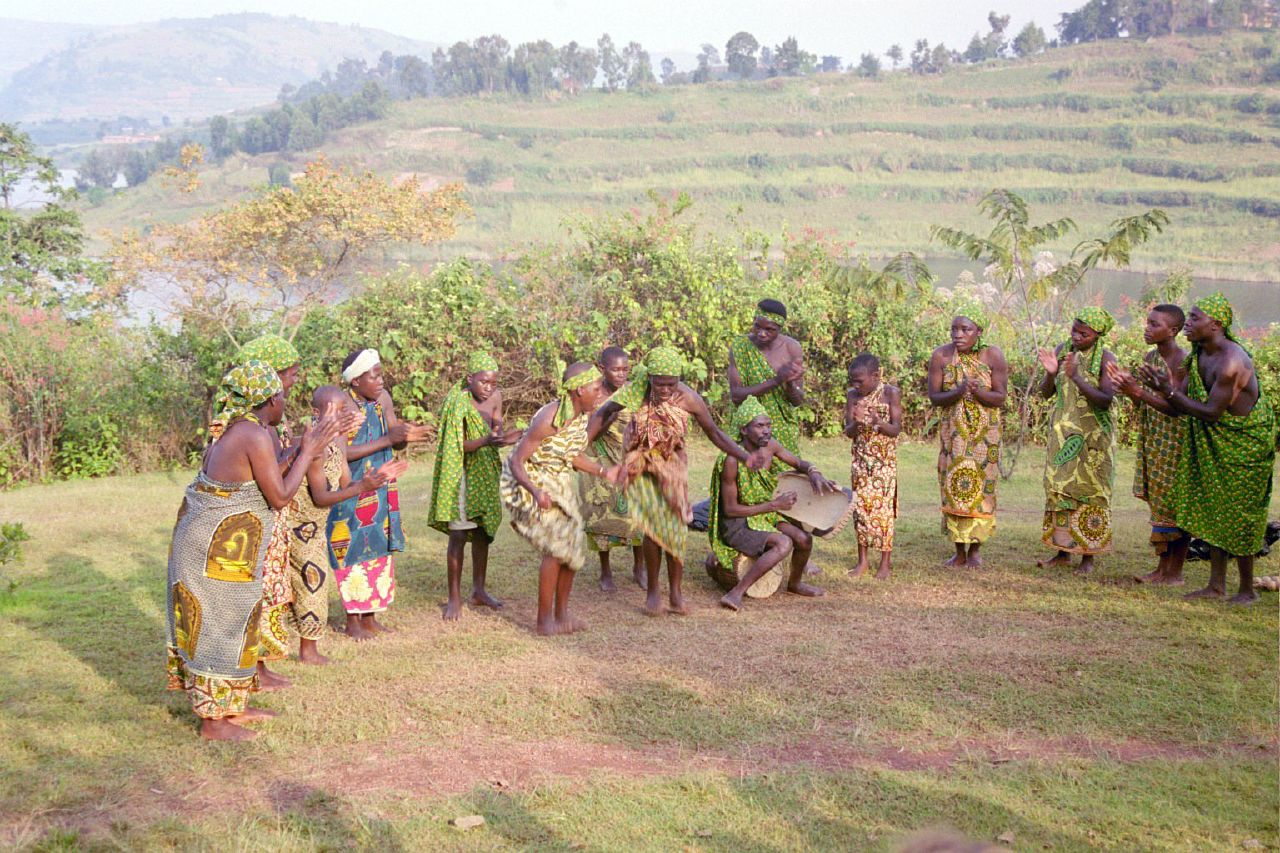
Batwa während einer Tanzvorführung

Die Twa oder Batwa sind eine Ethnie, die vor allem in Ruanda, daneben auch in den angrenzenden Distrikten Kabale, Kanungu, Kisoro und Rukungiri in Uganda, in Burundi und der DR Kongo ansässig ist. Sie zählen zu den als „Pygmäen“ bezeichneten Volksgruppen. Die Bezeichnung für eine einzelne Twa-Person lautet Omutwa oder Mutwa.
In Ruanda und Burundi sprechen sie jeweils die Sprache der Mehrheitsbevölkerung, das Kinyarwanda bzw. das Kirundi. Ihre Zahl liegt Schätzungen zufolge zwischen 69.500 und 87.000 (30.000–40.000 in Burundi, 20.000–27.000 in Ruanda, 16.000 in der DR Kongo und 3.500–4.000 in Uganda), womit sie einen sehr kleinen Anteil der Gesamtbevölkerung in der Region ausmachen. Bei der Volkszählung durch die belgische Kolonialverwaltung im Jahre 1931 lag ihre Zahl bei etwa 15.000.
Sie gelten als die älteste Bevölkerungsschicht in Ruanda und Burundi, die dort vor den Hutu und Tutsi gelebt hat. Ihre traditionelle Lebensweise als Jäger und Sammler besteht kaum mehr, seit der Großteil der Waldfläche zugunsten der Landwirtschaft gerodet wurde und im 20. Jahrhundert die wenigen verbliebenen Wälder unter Schutz gestellt wurden. Mit dem Schwinden der Waldflächen verlegten sich die Batwa früh auf andere Tätigkeiten wie die Töpferei, zudem wurden sie an den Königshöfen als Bedienstete beschäftigt.

## Traditionelle Lebensweise
Traditionell waren die Batwa Jäger und Sammler in den hoch gelegenen Wäldern des Gebietes. Sie wohnten in Siedlungen mit etwa zehn Häusern, in welchen 20 bis 30 Menschen lebten. Die Bewohner waren eng verwandte Männer mit ihren Familien, den Eltern ihrer Frauen und Männern ihrer Schwestern. Die Hütten aus Sorghumhalmen, getrockneten Bananenblättern und Grashalmen wurden von den Frauen errichtet. Der Clanälteste war üblicherweise auch der Chef des Dorfes, und jeder Besucher des Dorfes stattete ihm einen Höflichkeitsbesuch ab.
Der Wald war ihre Nahrungsquelle, ihr Gott, ihre Welt. Sie hatten umfassendes Wissen über sein Ökosystem, kannten viele Heilpflanzen und weitere nützliche Pflanzen. Batwa-Männer trugen einfache Tierhäute, um ihre intimen Stellen zu bedecken und um ihre Arme zu dekorieren. Ihre Frauen trugen Perlenketten, Arm- und Fußringe.
Neben ihren Fertigkeiten im Bogenschießen waren sie als gute Tänzer und begabte Harfenspieler bekannt. An den Höfen Ruandas und Burundis waren sie als Unterhalter und Soldaten geschätzt. Bis heute leben größere Gruppen von Batwa an den Orten der früheren Königshöfe in Muramvya in Burundi und in Nyanza in Ruanda.
Insbesondere als die Waldflächen und damit ihre traditionellen Lebensgrundlagen schwanden, verlegten sich manche Twa-Gemeinschaften auf die Töpferei, die heute von einem Großteil der Batwa ausgeübt wird. Am burundischen Ufer des Tanganjikasees und auf der Insel Idjiwi im Kivusee gibt es Gemeinschaften von Batwa, die Fischerei betreiben.

## Heutige Situation
Das traditionelle Leben der Batwa als Jäger und Sammler besteht heute kaum mehr. Der Siedlungsdruck durch umliegende größere Volksgruppen (z. B. Bakiga in Uganda oder Banyarwanda) reduzierte die Waldfläche, ihren traditionellen Lebensraum. Viele Batwa leben heute als Landarbeiter oder Kleinbauern mit meist sehr wenig Land. Sie sind weiterhin von Diskriminierung durch Teile der Mehrheitsbevölkerung betroffen.
In Uganda wurden zwei ihrer letzten Rückzugsgebiete von der Regierung zu Nationalparks erklärt, um die Berggorillas zu schützen. Obschon sowohl die Regierung als auch nichtstaatliche Organisationen sie beim Übergang zu einem sesshaften Lebensstil unterstützten (z. B. durch Landkäufe), ist ihre Situation schwierig.
In der Region des Bunyonyi-Sees gab es heftige Kämpfe zwischen den Bakiga und den Batwa, in welchen die Überlegenheit von Pfeil und Bogen der Batwa über die Speere der Bakiga zum Ausdruck kam. Trotz dieser Kämpfe organisierte dabei Katuregye (ein Mitglied der Bakiga) am Anfang des 20. Jahrhunderts eine Batwa-Armee gegen die britischen Kolonisatoren.
In Ruanda wurden die Batwa in den 1970er Jahren zwangsweise aus den Virunga-Wäldern ausgesiedelt, nachdem die Regierung auf Betreiben der Primatenforscherin Dian Fossey Jagd und Sammlerei verboten und Nationalparks eingerichtet hatte. Seit dem Völkermord in Ruanda 1994 – bei dem neben Hunderttausenden Tutsi und gemäßigten Hutu auch etwa ein Drittel der ruandischen Batwa-Bevölkerung getötet wurde – verfolgt die neue Regierung Ruandas eine Versöhnungspolitik, die eine gemeinsame Identität aller Ruander propagiert. Die Batwa stehen daher unter Druck, sich nicht mehr als eigene oder „indigene“ Volksgruppe zu bezeichnen. So muss sich die Batwa-Organisation Communauté des Autochtones Rwandais CAURWA („Gemeinschaft der autochthonen Ruander“) in Communauté des Potiers Rwandais COPORWA („Gemeinschaft der ruandischen Töpfer“) umbenennen.
Im April 2016 warnte das »Komitee zur Abschaffung von Rassendiskriminierung der Uno« davor, dass das Pygmäenvolk der Batwa in Ruanda vom Aussterben bedroht sei.